# 吴天
吴天（1912年—1989年），原名洪为济，又名洪为忌、洪吴天，笔名违忌、方君逸、洪叶、叶尼、马蒙等，男，江苏扬州人，中国剧作家、导演。